# 1X Band
1X Band was een Sloveense band uit de jaren 90.
Ze vertegenwoordigden Slovenië op het Eurovisiesongfestival 1993 met het lied Tih dezeven dan. Het was de eerste maal dat het land aan het songfestival meedeed. Vooraf aan het songfestival werd er in Ljubljana een Oost-Europese voorselectie gehouden, die ze wonnen. Op het songfestival verging het hen echter minder goed, ze eindigden 22ste waardoor het land in  1994 meteen al een jaar niet meer mocht meedoen.
De leden waren Cole Moretti, Andrej Bedjanič, Brane Vidan, Tomaž Kosec, Sandra Zupanc en Barbara Šinigoj.
1993: 1X Band · 
1995: Darja Švajger · 
1996: Regina · 
1997: Tanja Ribič · 
1998: Vili Resnik · 
1999: Darja Švajger · 
2001: Nuša Derenda · 
2002: Sestre · 
2003: Karmen Stavec · 
2004: Platin · 
2005: Omar Naber · 
2006: Anžej Dežan · 
2007: Alenka Gotar · 
2008: Rebeka Dremelj · 
2009: Quartissimo feat. Martina · 
2010: Ansambel Žlindre & Kalamari · 
2011: Maja Keuc · 
2012: Eva Boto · 
2013: Hannah Mancini · 
2014: Tinkara Kovač · 
2015: Maraaya · 
2016: ManuElla · 
2017: Omar Naber · 
2018: Lea Sirk · 
2019: Zala Kralj & Gašper Šantl · 
2021: Ana Soklič · 
2022: LPS · 
2023: Joker Out · 
2024: Raiven · 
2025: Klemen